# Mystery Dungeon
Mystery Dungeon (不思議のダンジョン Fushigi no Dungeon?, "Mysteriefängelsehålan") är en datorrollspelsserie som utvecklas av Chunsoft (senare Spike Chunsoft). Många av spelen är crossovers med andra serier, såsom Pokémon och Dragon Quest.

## Spel
| År   | Titel | Serie                  | Plattform                                        |
| ---- | --- | ---------------------- | ------------------------------------------------ |
| 1993 | Torneko no Daibōken: Fushigi no Dungeon                                                                            | Dragon Quest (Torneko) | Super Nintendo Entertainment System              |
| 1995 | Mystery Dungeon: Shiren the Wanderer                                                                               | Shiren the Wanderer    | Super Nintendo Entertainment System, Nintendo DS |
| 1996 | BS Fūrai no Shiren Surara wo Sukue                                                                                 | Shiren the Wanderer    | Super Nintendo Entertainment System              |
| 1996 | Fūrai no Shiren GB: Tsukikage-mura no Kaibutsu                                                                     | Shiren the Wanderer    | Game Boy                                         |
| 1997 | Chocobo no Fushigina Dungeon                                                                                       | Chocobo                | Playstation, Wonderswan                          |
| 1998 | Chocobo's Dungeon 2                                                                                                | Chocobo                | Playstation                                      |
| 1999 | Torneko: The Last Hope                                                                                             | Dragon Quest (Torneko) | Playstation                                      |
| 2000 | Fushigi no Dungeon: Fūrai no Shiren 2: Oni Shūrai! Shiren-jō!                                                      | Shiren the Wanderer    | Nintendo 64                                      |
| 2001 | Fūrai no Shiren GB 2: Sabaku no Majō                                                                               | Shiren the Wanderer    | Game Boy, Nintendo DS                            |
| 2001 | Fushigi no Dungeon: Fūrai no Shiren Gaiden: Onna Kenshi Asuka Kenzan                                               | Shiren the Wanderer    | Sega Dreamcast, Microsoft Windows                |
| 2002 | Dragon Quest Characters: Torneko no Daibōken 3: Fushigi no Dungeon                                                 | Dragon Quest (Torneko) | Playstation 2, Game Boy Advance                  |
| 2004 | Kidō Senshi Gundam: Fushigi no Dungeon                                                                             | Mobile Suit Gundam     | Mobiltelefoner                                   |
| 2004 | Twinbee: Fushigi no Dungeon                                                                                        | Twinbee                | Mobiltelefoner                                   |
| 2004 | The Nightmare of Druaga: Fushigino Dungeon                                                                         | Babylonian Castle Saga | Playstation 2                                    |
| 2005 | Pokémon Mystery Dungeon: Red Rescue Team och Blue Rescue Team                                                      | Pokémon                | Game Boy Advance, Nintendo DS                    |
| 2006 | Dragon Quest: Shōnen Yangus to Fushigi no Dungeon                                                                  | Dragon Quest           | Playstation 2                                    |
| 2006 | Dragon Quest Fushigi no Dungeon Mobile                                                                             | Dragon Quest           | Mobiltelefoner                                   |
| 2007 | Pokémon Mystery Dungeon: Explorers of Time och Explorers of Darkness                                               | Pokémon                | Nintendo DS                                      |
| 2007 | Final Fantasy Fables: Chocobo's Dungeon                                                                            | Chocobo                | Wii, Nintendo DS                                 |
| 2008 | Shiren the Wanderer                                                                                                | Shiren the Wanderer    | Wii, Playstation Portable                        |
| 2009 | Pokémon Mystery Dungeon: Explorers of Sky                                                                          | Pokémon                | Nintendo DS                                      |
| 2009 | Pokémon Fushigi no Dungeon: Susume! Honoo no Boukendan, Ikuzo! Arashi no Boukendan och Mezase! Hikari no Boukendan | Pokémon                | Wii                                              |
| 2009 | Dragon Quest Fushigi no Dungeon Mobile 2                                                                           | Dragon Quest           | Mobiltelefoner                                   |
| 2010 | Fushigi no Dungeon: Fūrai no Shiren 4: Kami no Hitomi to Akuma no Heso                                             | Shiren the Wanderer    | Nintendo DS, Playstation Portable                |
| 2010 | Fushigi no Dungeon: Fūrai no Shiren 5: Fortune Tower to Unmei no Dice                                              | Shiren the Wanderer    | Nintendo DS, Playstation Vita                    |
| 2012 | Pokémon Mystery Dungeon: Gates to Infinity                                                                         | Pokémon                | Nintendo 3DS                                     |
| 2015 | Etrian Mystery Dungeon                                                                                             | Etrian Odyssey         | Nintendo 3DS                                     |
| 2015 | Fushigi no Chronicle: Furikaerimasen Katsu Madewa                                                                  | Fristående             | Playstation 4, Playstation Vita                  |